# Arna, Norge
Arna är en tätort i stadsdelen Arna i Bergens kommun i Vestland fylke i västra Norge. Orten ligger vid Europaväg 16 och Bergenbanan, öster om staden Bergen. Den omfattar bebyggelse i de tidigare tätorterna Indre Arna respektive Ytre Arna som numera räknas som en och samma tätort.
Orten Indre Arna har tidigare utgjort centralort i dåvarande Arna kommun.